# Farilhões
Os Farilhões são um grupo de pequenas ilhotas do arquipélago das Berlengas, em Portugal.
Também designadas por Farilhões-Forcadas, este grupo de ilhotas dista cerca de 3,5 milhas do farol das Berlengas na direção NNW.